# Mercury-Redstone 3
Mercury-Redstone 3 (MR-3) s kabinou pojmenovanou Freedom 7 byla první pilotovaná kosmická loď USA. Absolvovala let po balistické dráze. Odstartovala v květnu 1961 v rámci programu Mercury připraveného agenturou NASA.

## Posádka
- Alan Shepard (1)

V závorkách je uvedený dosavadní počet letů do vesmíru včetně této mise.

### Záložní posádka
- John Glenn

## Parametry mise
- Hmotnost: 1295 kg
- Maximální výška: 187,42 km
- Dolet: 487,26 km
- Nosná raketa: Redstone

## Průběh letu

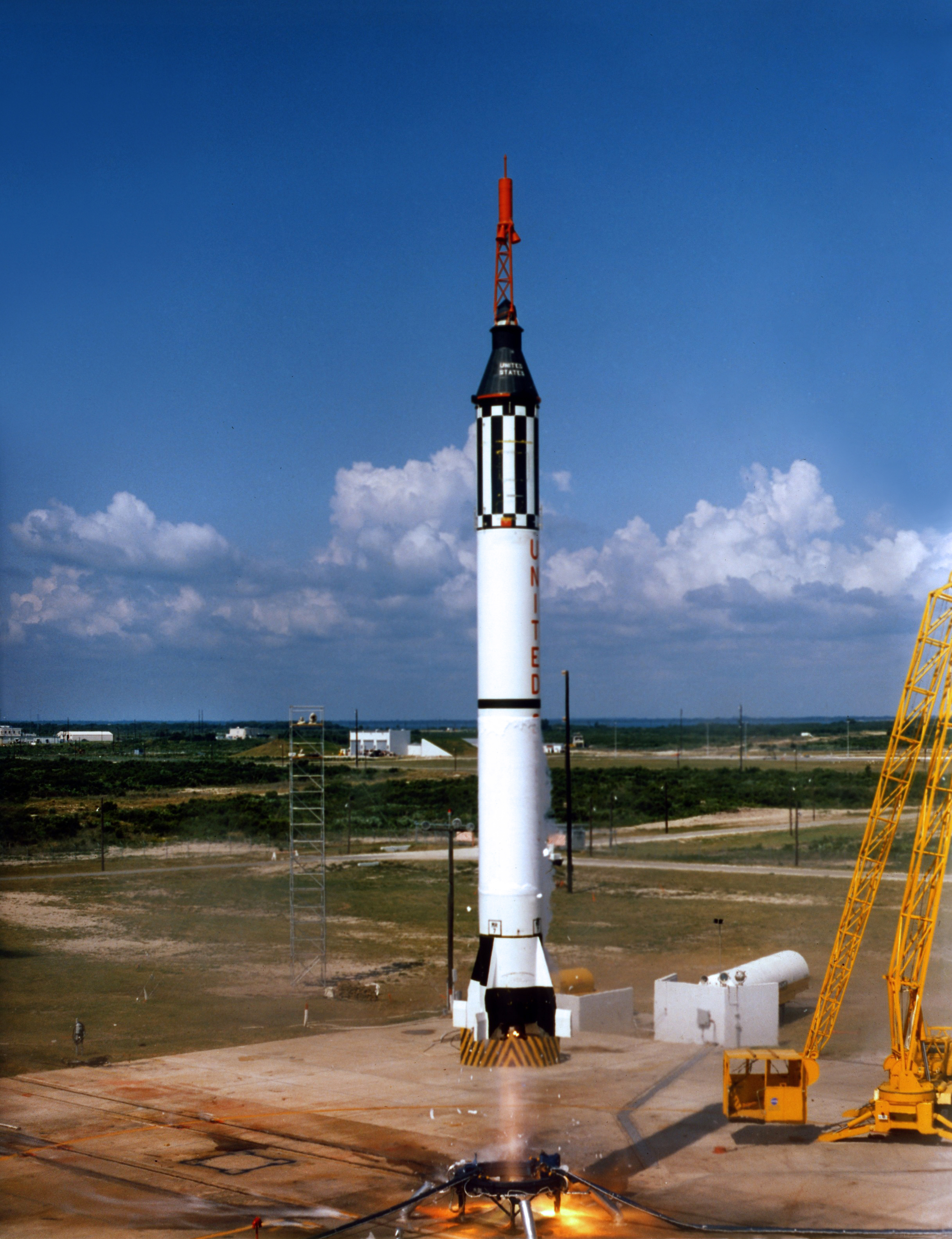
Start Mercury-Redstone 3 s Allanem Shepardem na palubě

Kosmická loď Mercury s kabinou a volacím znakem Freedom 7 odstartovala díky nosné raketě Redstone ze startovací rampy LC-5 na vojenské základně Cape Canaveral 5. května 1961. Na její palubě byl 37letý Alan Bartlett Shepard, který se tím stal prvním americkým astronautem.
Tomuto letu předcházela řada bezpilotních se šimpanzi na palubě. Let Sheparda byl pouze balistický, suborbitální, trvající 15 minut (do evidence kosmických letů COSPAR nebyl zařazen). Následoval pouze 23 dní po orbitálním letu sovětského, prvního kosmonauta Země Jurije Gagarina. Loď Mercury dosáhla maximální rychlosti 2,3 km/s, výšky 187,5 km nad Zemí a po 488 km dlouhém letu přistála na padáku v Atlantském oceánu, odkud ji i s astronautem vylovila loď USS Lake Champlain. Kosmonaut strávil v beztížném stavu 5 minut. Při letu byly zkušebně zapáleny brzdící rakety. 